# Johann Heinrich Tischbein der Jüngere

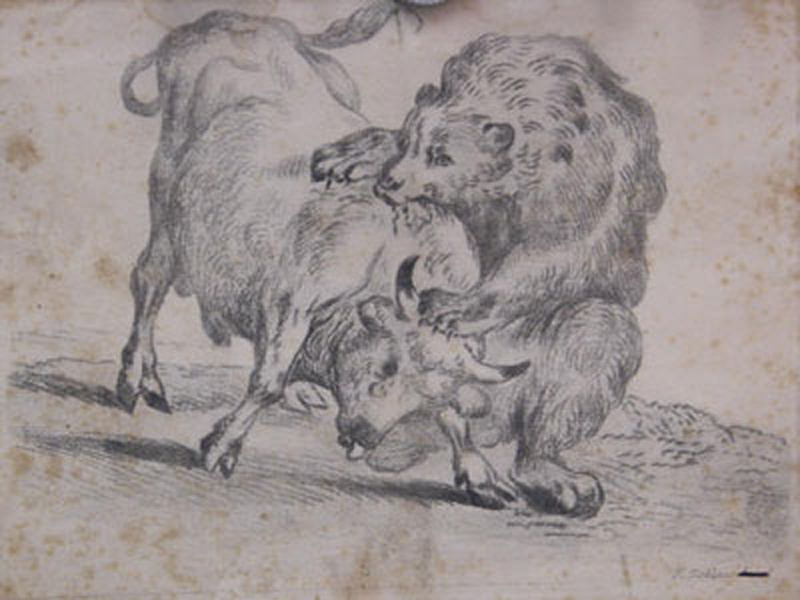
Johann Heinrich Tischbein d. J.: Ein Stier wird von einem Bären angefallen. Radierung (Vernis Mou); 19,8 × 26,4 cm

Johann Heinrich Tischbein (* 28. November 1742 in Haina; † 22. Dezember 1808 in Kassel), genannt der Jüngere, war ein Maler und Kupferstecher aus der hessischen Künstlerfamilie Tischbein.

## Leben und Wirken
Johann Heinrich Tischbein der Jüngere war der Sohn von Johann Konrad Tischbein (1712–1778), einem Klosterschreiner in Haina, und der ältere Bruder von Johann Heinrich Wilhelm, dem sogenannten Goethe–Tischbein. Ausgebildet wurde er von seinem Onkel Johann Heinrich Tischbein, der als der Ältere oder auch der Kasseler Tischbein geführt wird. Nachdem sich Johann Heinrich der Jüngere einige Zeit in Holland aufgehalten hatte, ließ er sich in Kassel nieder. Sein Onkel hatte dort für den Landgrafen Wilhelm von Hessen–Kassel eine Gemäldegalerie eingerichtet, zu deren Inspector der Neffe 1775 ernannt wurde. Ab 1801 förderte er die Ausbildung von Franz Pforr, Sohn seiner Schwester, in Kassel.
Seine Malerei umfasste neben Porträts, wie zum Beispiel dem des Sturm-und-Drang-Dichters Gottfried August Bürger von 1771, vor allem Tier- und Landschaftsdarstellungen. Einen besonderen Namen machte er sich indes durch seine Kupferstiche und Radierungen; 1790 veröffentlichte er eine Kurtzgefaßte Abhandlung über die Aetzkunst, der 84 Blätter von ihm beigegeben waren. Eine Zeichnung des sogenannten Goethe-Elefanten von Johann Heinrich Tischbein d. J. wurde ebenfalls überliefert.